# Het Irnsumerveld
Het Irnsumerveld  was een klein waterschap in de gemeente Rauwerderhem in de Nederlandse provincie Friesland.
Het waterschap werd opgericht in 1879 en had als doel het beschermen van de gronden rond Irnsum tegen overtollig boezemwater. Het waterschap bleek te klein om goed te functioneren en werd in 1916 opgeheven en bij De Sneeker Oudvaart gevoegd. Het voormalige gebied van Het Irnsumerveld maakt sinds 2004 deel uit van het Wetterskip Fryslân.